# Janov nad Nisou
Janov nad Nisou település Csehországban, Jablonec nad Nisou-i járásban. Janov nad Nisou Josefův Důl, Lučany nad Nisou, Jablonec nad Nisou, Bedřichov és Liberec településekkel határos. Lakosainak száma 1509 fő (2024. január 1.).

## Népesség
A település lakosságának változását az alábbi diagram mutatja:
| Lakosok száma | 3967 | 4135 | 4045 | 1857 | 1321 | 1143 | 1418 | 1456 | 1411 | 1509 |
|               | 1869 | 1890 | 1921 | 1950 | 1980 | 2001 | 2017 | 2019 | 2022 | 2024 |